# Velîkîi Dîrciîn, Horodnea
Velîkîi Dîrciîn (în ucraineană Великий Дирчин) este localitatea de reședință a comunei Velîkîi Dîrciîn din raionul Horodnea, regiunea Cernihiv, Ucraina.

## Demografie
Componența lingvistică a localității Velîkîi Dîrciîn
     Ucraineană (99,12%)
     Alte limbi (0,88%)
Conform recensământului din 2001, majoritatea populației localității Velîkîi Dîrciîn era vorbitoare de ucraineană (99,12%), existând în minoritate și vorbitori de alte limbi.